# Carl Leffers
Carl Leffers (* 3. April 1869 in Steinbild; † 12. Juli 1929 in Delmenhorst) war ein deutscher Kaufmann und Begründer der Leffers AG, der sich auch als Politiker engagierte.

## Leben
Leffers entstammte einer alten Emsländer Kaufmannsfamilie. Sein Vater hatte in seinem Geburtsort ein Gemischtwarengeschäft. Auch Leffers erlernte den Beruf des Kaufmanns und nebenbei das Sattlerhandwerk. 1894 eröffnete er zusammen mit seinem Bruder Heinrich Leffers (1865–1936) in Delmenhorst in der Langen Straße ein Manufakturwarengeschäft. Aus diesem kleinen Anfang entwickelte sich in den folgenden Jahren ein großes Konfektionskaufhaus, das zum Stammhaus einer Reihe von Filialen wurde. Die damals revolutionäre Geschäftsidee war der Ersatz des Preisaushandelns durch feste Preisauszeichnungen. Durch Barverkauf, die Möglichkeit zum Umtausch und günstige Preise konnten die Brüder Leffers das Vertrauen der Kunden gewinnen. Auch nach der Umwandlung des Unternehmens in eine Aktiengesellschaft, die Leffers AG, blieb das Unternehmen in Familienbesitz. Bis zu seinem Tode leitete Leffers mit seinem Bruder Heinrich das Geschäft in Delmenhorst sowie die Filialen in Bremen, Vegesack, Meppen und Osnabrück. Drei weitere Brüder führten die Filialbetriebe in Oldenburg, Rüstringen, Lohne und Wildeshausen. Weiterhin gehörte die in Delmenhorst ansässige Norddeutsche Wäschefabrik zu Leffers’ Besitz. Diese Firma stellte Fertigerzeugnisse für die Leffers AG her.
Nach einer Fusion mit den Sinn-Modehäusern 1997 bestand bis 2018 in der SinnLeffers GmbH eine Warenhauskette, deren Name sich auf den Unternehmensgründer bezog. Durch eine Namensänderung in SiNN entfiel dieser Bezug im Jahr 2018.
Neben seiner Tätigkeit als Unternehmer war Leffers auch im politischen und kirchlichen Umfeld aktiv. Seit 1904 gehörte er als Mitglied der Zentrumspartei dem Gesamtstadtrat von Delmenhorst an und war von 1914 bis 1918 dessen Vorsitzender. Ab 1919 bis zu seinem Tode war er Mitglied des Magistrats und Dezernent für das städtische Licht- und Wasserwerk. Von 1925 bis 1928 war Leffers außerdem Abgeordneter des Oldenburgischen Landtags und weiterhin aktives Mitglied in der katholischen Kirchengemeinde Delmenhorst und in deren Kirchenvorstand.

## Familie
Leffers heiratete 1899 Elisabeth geb. Niemann (1877–1943). Das Ehepaar hatte drei Kinder. 1916 bezog die Familie eine Villa an der Oldenburger Straße in Delmenhorst, die zuvor der Delmenhorster Korkfabrikant Lorenz Ellgaß bis zu seinem Tod 1913 bewohnt hatte.